# Monterrico (Argentinien)
Monterrico ist eine Stadt der Provinz Jujuy in Argentinien. Sie befindet sich im Nordwesten des Departamentos El Carmen, 30 km von der Provinzhauptstadt San Salvador de Jujuy entfernt, im sogenannten Valle de los Pericos.

## Feierlichkeiten

### Nationales Tabakfest
Im Mai findet das Nationale Tabakfestival statt, ein Festival der Musik und der Gauchos.
Menschen aus Perico, El Carmen, San Salvador de Jujuy, Güemes und anderen Orten versammeln sich zu diesem Fest zu Ehren des Tabaks, einer Pflanze, die die gesamte regionale Wirtschaft bewegt.

### Studentenfest
Es handelt sich um ein Fest, das in der Provinz Jujuy stattfindet. Jedes Gymnasium (privat oder staatlich) wählt seine Königin. Dann gibt es eine Wahl auf Departamento-Ebene, dann eine Wahl auf Provinzebene und schließlich die nationale Wahl. Es gibt auch andere Aktivitäten wie die Parade der Umzugswagen, bei der mehr als 40 Schulen ihre Umzugswagen oder Kutschen (je nach Größe) herstellen. Das Festival erstreckt sich fast über den gesamten September, wobei die meisten Aktivitäten am 21. September (Studententag) stattfinden.

### Karneval
Eine weitere der großen Attraktionen dieser Stadt sind die Karnevalsumzüge während der Karnevalssaison.